# راشد احمد راشد
راشد احمد راشد (انگلیسی: Rashed Ahmed Rashed؛ زادهٔ ۱۸ مارس ۱۹۹۶) بازیکن فوتبال اهل امارات متحده عربی است.